# MRT 지선
MRT 지선(Branch MRT line)은 원래 싱가포르의 세 번째 MRT(Mass Rapid Transit) 노선이었으며, 처음에는 기존 동서 노선의 지점으로 운영되었다. 이 노선은 길이가 6.5km(4.0마일)이고 역이 4개 있으며 SMRT 코퍼레이션이 운영했다.
이 노선의 한쪽 끝에서 다른 쪽 끝까지 이동하는 데는 약 10분이 소요되었으며 노선도에는 갈색과 카키색으로 표시되어 있었다. 이 노선은 이제 남북선의 일부를 형성하며 싱가포르에서 유일하게 없어진 노선이 되었다. 이 노선은 주롱 이스트(당시 플랫폼 C/D, 현재 D/E)의 중앙 선로에서 종료되었다. 열차는 6분 간격으로 운행된다.